# Kleine Mühle (Drahnsdorf)

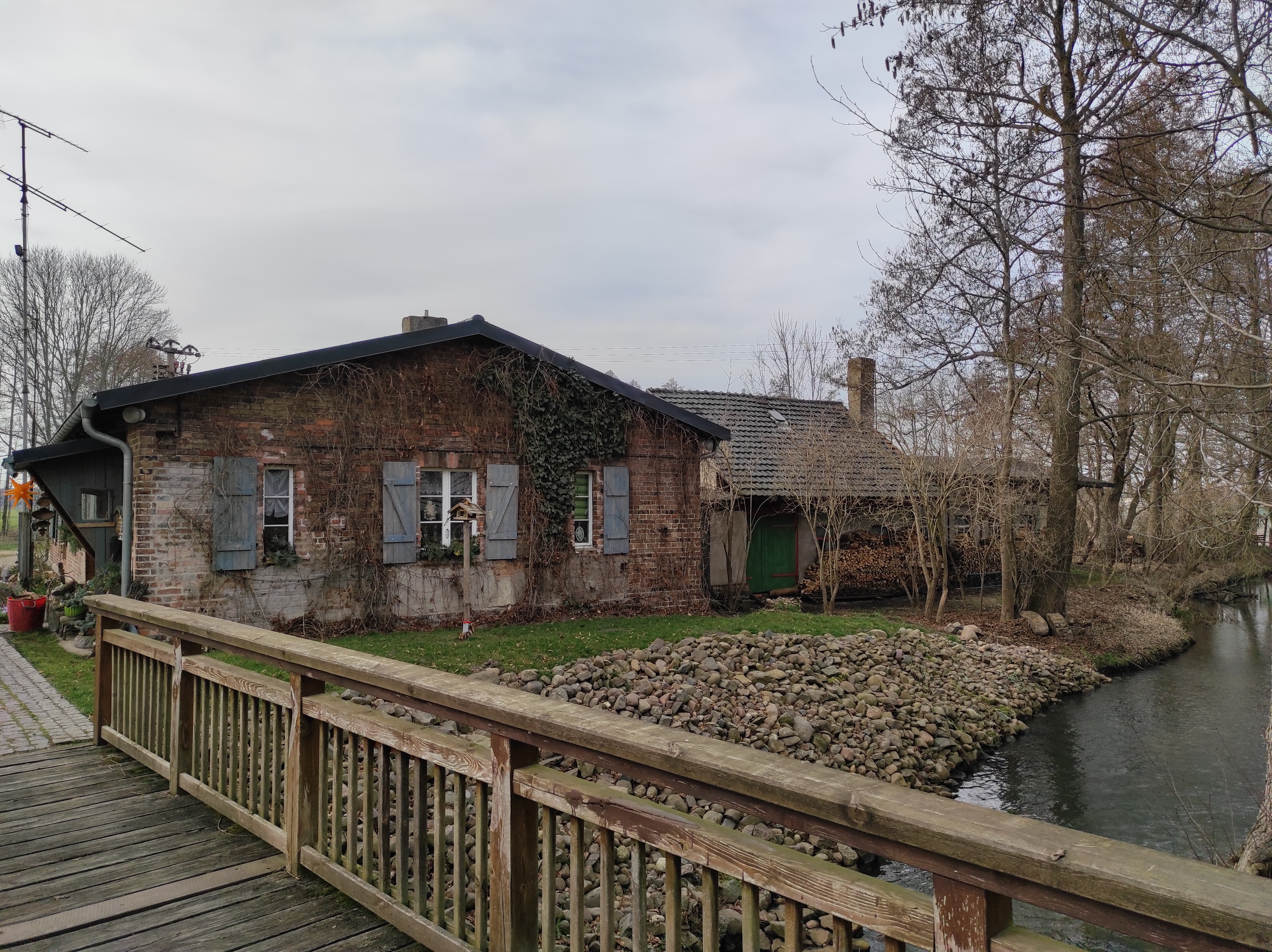
Wohnplatz Kleine Mühle, Drahnsdorf

Die Kleine Mühle war eine Wassermühle an der Dahme und ist heute ein Wohnplatz im Ortsteil Krossen der Gemeinde Drahnsdorf im Landkreis Dahme-Spreewald (Brandenburg). Die Kleine Mühle ist eine der 18 historischen Wassermühlen an der Dahme und Station am Dahme-Wassermühlen Rad- und Wanderweg. Die Kleine Mühle ist bereits im Schmettauschen Kartenwerk von 1767/87 unter ihrem heutigen Namen dokumentiert. In einer Urkunde von 1708 erscheint sie als Bergfrieds Mühle.

## Lage
Die Kleine Mühle liegt ca. einen Kilometer südöstlich des südlichen Ortsausganges von Drahnsdorf bzw. etwa 1,2 Kilometer südwestlich vom südlichen Dorfausgang von Krossen bzw. etwa 1,5 Kilometer nordwestlich vom nördlichen Dorfausgang von Kümmritz, 800 Meter südwestlich vom südlichen Ortsausgang von Krossen an der Dahme. Trotz der Lage westlich der Dahme bzw. am linken Ufer gehört sie zum Ortsteil Krossen der Gemeinde Drahnsdorf. Der Wohnplatz liegt auf etwa 65 m ü. NHN. Sie eine der beiden auf Krossener Gemarkung liegenden Dahmemühlen.

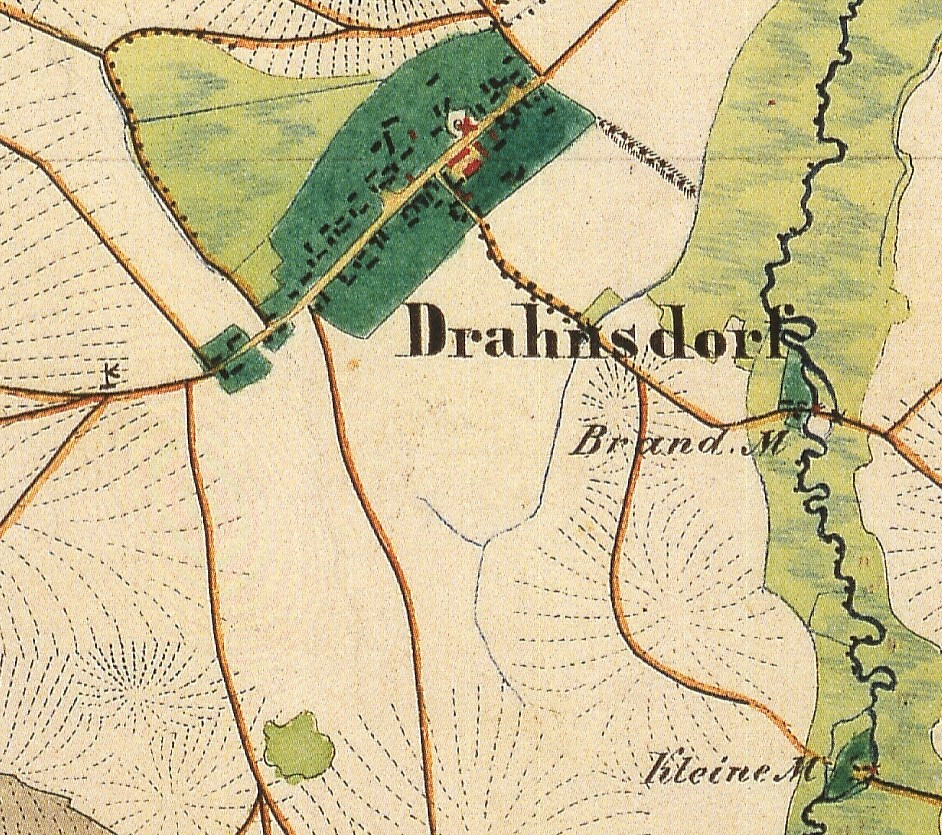
Drahnsdorf mit Brandmühle und Kleiner Mühle, Ausschnitt aus dem Urmesstischblatt 4047 Golßen von 1847

## Geschichte
Eine erste urkundliche Nennung der Kleinen Mühle stammt wahrscheinlich von 1660. Am 24. Februar 1708 belehnte der sächsische Kurfürst Friedrich August I. (als August II. König von Polen) in Vormundschaft für Moritz Wilhelm, Herzog von Sachsen-Merseburg und Markgraf der Niederlausitz, nach dem Tod von Caspar Seyfried von Karras, Landgerichtsassessor und Landsyndikus der Niederlausitz, dessen Söhne Johann Heinrich, Landsyndikus, Caspar Gottlob und August Seyfried von Karras (für ihn handelte als Vormund sein Onkel Heinrich Ernst von Karras, Rittmeister) mit dem Anteil des Lehnsgutes Krossen, wie es der Vater innehatte. Erwähnt werden auch die Zubehörungen zu diesen Lehnteil, zwei Wassermühlen zu Krossen, Bergfrieds und Jahns Mühle, eine Windmühle, ein Weinberg und eine Schäferei. In dieser Urkunde wird erwähnt, dass dieser Anteil bereits demGroßvater der Belehnten, Caspar Ernst von Karras gehört hatte, und der am 11. Juli 1660 von Otto Friedrich von der Heyde einen weiteren Anteil von Krossen gekauft hatte. Da es nur zwei Wassermühlen auf der Gemarkung von Krossen gab und die Jahns Mühle relativ sicher mit der Vordermühle identifiziert werden kann, ist Bergfrieds Mühle mit der Kleinen Mühle identisch.
Ein weiterer Hinweis auf die Kleine Mühle findet sich im Schmettauschen Kartenwerk von 1767/87. Dort ist die Mühle unter der Abkürzung Kl. M. eingezeichnet, was sicher zu Kleine Mühle ergänzt werden darf. Im Verhältnis zur Brandmühle oder zur Vordermühle ist sie bzw. war sie wesentlich kleiner; daher dürfte der Name rühren.

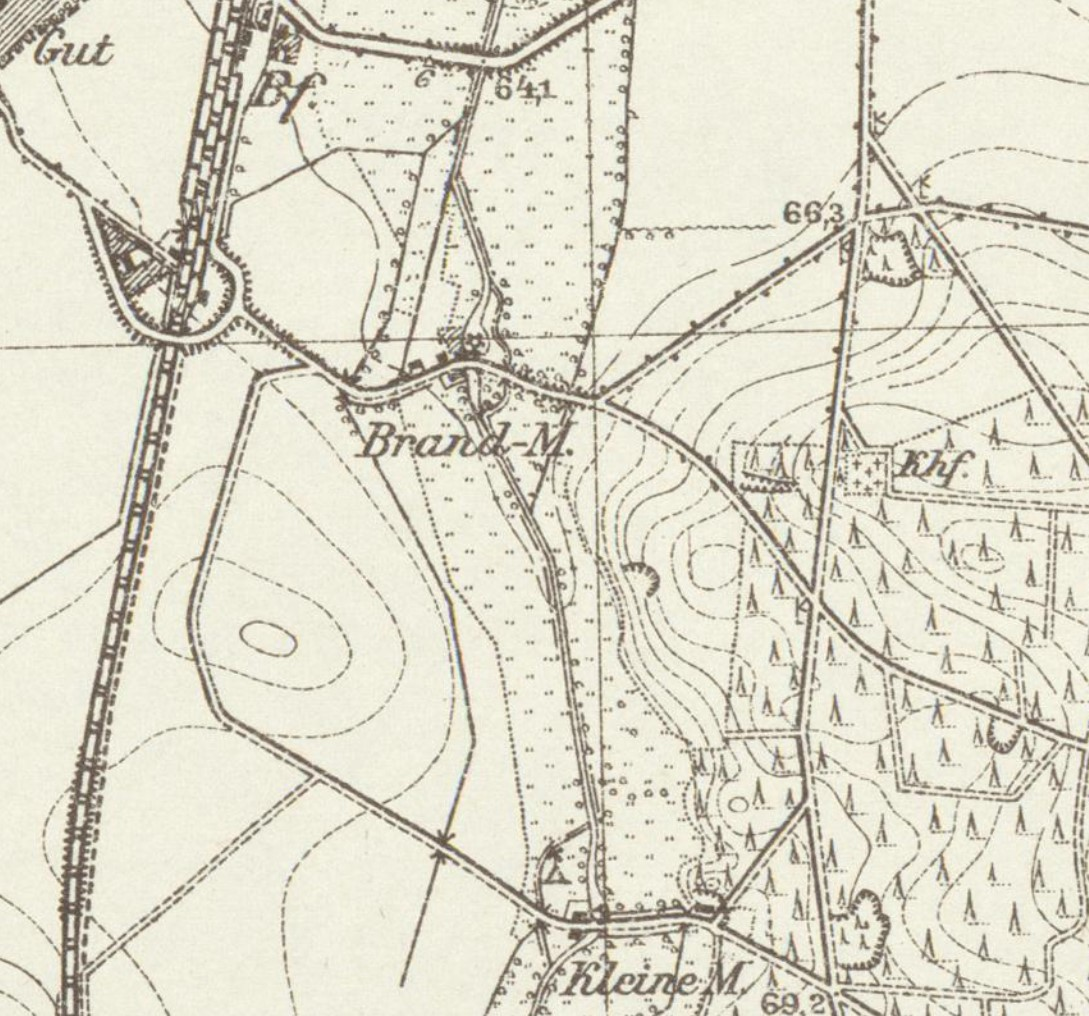
Die Wohnplätze Brandmühle und Kleine Mühle, Gemeinde Drahnsdorf, Ausschnitt aus dem Messtischblatt Blatt 4047 Golßen von 1902

Die Topographisch-statistische Uebersicht des Regierungsbezirks Frankfurth a. d. O. von 1820 nennt sie Kroßener kleine Mühle, eine Wassermühle mit einer Feuerstelle und neun Bewohnern. Im Urmesstischblatt 4047 Golßen von 1847 ist sie als Kleine Mühle eingezeichnet. Die Topographisch-statistische Uebersicht des Regierungs-Bezirks Frankfurt a. d. O. von 1844 schreibt unter Krossen lediglich Dorf mit zwei Wassermühlen und einem Winzerhause. Dagegen vermerkt das Topographisch-statistische Handbuch des Regierungs-Bezirks Frankfurt a. O. von 1864 unter Krossen: Dorf mit zwei Wassermühlen (Vorder- und Kleine Mühle).
In der Topographischen Karte 1:25.000 Blatt 4047 Golßen von 1905 ist bei der Kleinen Mühle zusätzlich noch eine Windmühle eingezeichnet. Wann sie gebaut wurde und wann sie wieder abgerissen wurde, ließ sich bisher nicht ermitteln. Meyers Orts- und Verkehrslexikon in der 5. Auflage von 1912/13 vermerkt unter dem Eintrag Krossen nur die Kleine Mühle, jedoch nicht die Vordermühle, die ebenfalls auf der Gemarkung von Krossen liegt. 1935 hieß der Mühlenbesitzer Wilhelm Torge.
Nach der Kurzbeschreibung in den Mühlennachrichten vom Mai 2008 soll eine Feldbahn vom Rittergut Zieckau über Kümmritz bei der Kleinen Mühle über die Dahme zum Bahnhof in Drahnsdorf geführt haben. Sie ist aber in der Topographischen Karte 1:25.000 Blatt 4047 Golßen nicht eingezeichnet.
1959 wurde die Kleine Mühle je zur Hälfte an eine Familie Räbiger und eine Familie Meisel verkauft. Damals war das Mühlrad bereits abgebaut worden.
2000 wurde die Brücke über die Dahme bei der Kleinen Mühle vollständig erneuert. Im Juni 2002 wurde der rechte Teil des Anwesens von Heike Lemcke erworben. Die Kleine Mühle ist heute Wohnhaus und Immobilienbüro.